# Granatiere (1907)
«Гранатьєре» (італ. Granatiere) — ескадрений міноносець ВМС Італії типу «Сольдато» часів Першої світової війни.

## Історія створення
Корабель був закладений 24 липня 1905 року на верфі «Ansaldo» в Генуї. Спущений на воду 27 жовтня 1906 року, вступив у стрій 18 квітня 1907 року. 

## Історія служби
Після вступу у стрій «Гранатьєре» був включений до складу III ескадри есмінців. 1 січня 1909 року він разом із допоміжним судном «Вольта» прибув до Мессіни, де взяв участь у рятувальних роботах після Мессінського землетрусу 28 грудня 1908 рокуо.
У 1909 році корабель перебував у Східному Середземномор'ї. У 1910 році відвідав Монако, де взяв участь у відкритті Океанографічного музею, а також супроводжував королівську яхту «Трінаркія» (італ. Trinacria) під час її візитів на Сицилію і Сардинію.
Есмінець брав участь в італійсько-турецькій війні. У 1911 році він діяв в Червоному морі, у 1912 році - біля берегів Греції, Туреччини та в Додеканесі.
У 1914 році «Гранатьєре» пройшов ремонт а Арсеналі Таранто.
Після вступу Італії у Першу світову війну «Гранатьєре» був включений до складу II ескадри есмінців (разом з «Інсідіозо», «Імпавідо» та «Іррек'єто»).
Під час війни есмінець супроводжував конвої в Албанію, Гібралтар, Мальту, Сицилію, здійснював протичовнові патрулювання в Тірренському та Адріатичному морях.
1 грудня 1917 року він брав участь у рятувальній операції з порятунку вцілілих членів екіпажу допоміжного крейсера «Чітта ді Сассарі», потопленого німецьким підводним човном « U 64».
1 липня 1921 року «Гранатьєре» був перекласифікований в міноносець. Протягом 1921-1924 років він ніс службу в Додеканесі та на Родосі.
Протягом 1925-1927 років використовувався як навчальний корабель у Школі механіків у Венеції.
3 листопада 1927 року корабель був виключений зі складу флоту і зданий на злам.